# Verbascum faurei
Verbascum faurei är en flenörtsväxtart. Verbascum faurei ingår i släktet kungsljus, och familjen flenörtsväxter.

## Underarter
Arten delas in i följande underarter:
- V. f. acanthifolium
- V. f. commixtum
- V. f. faurei